# Mark-45-Leichtgewichtsgeschütz

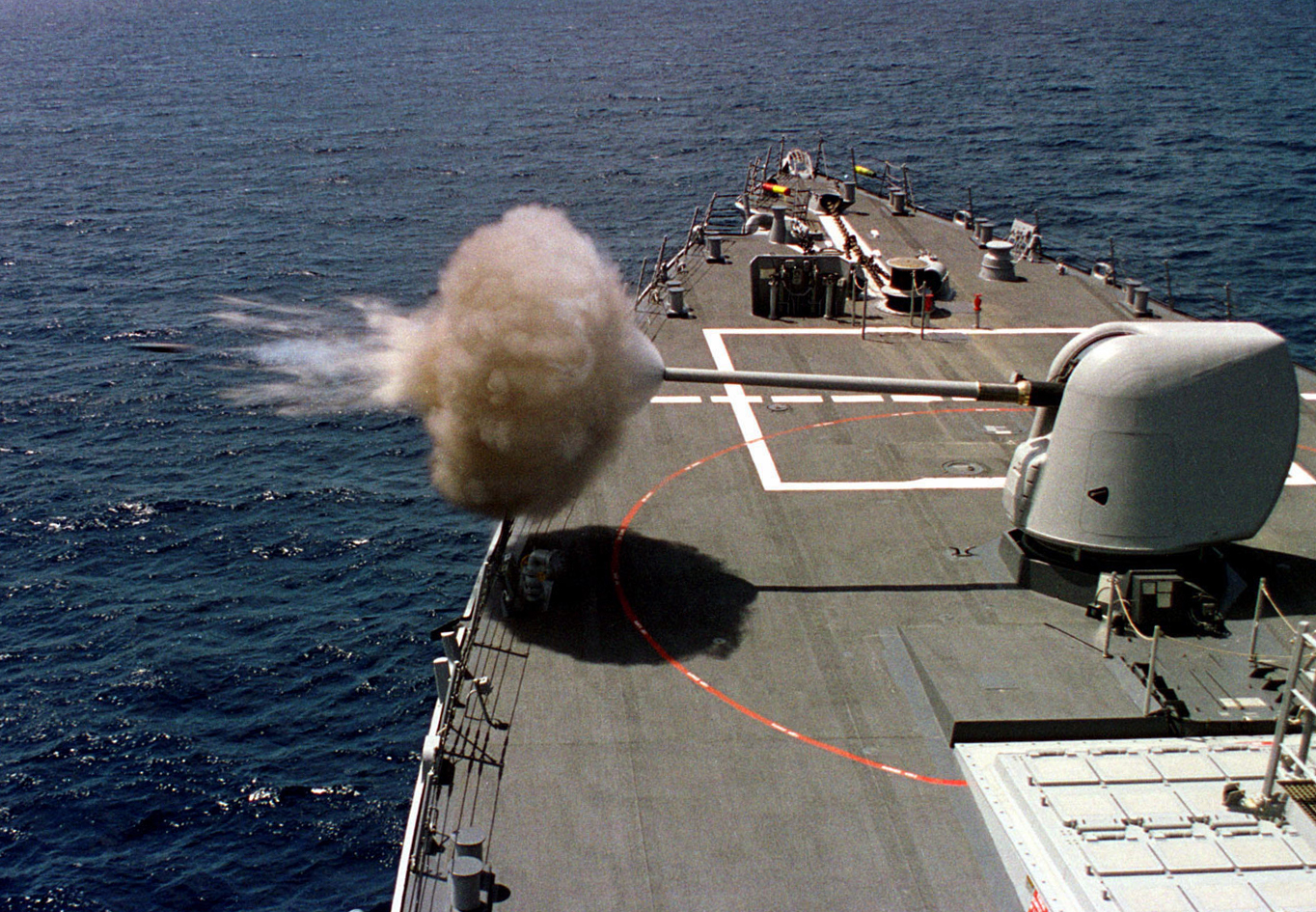
Das Mk. 45 an Bord der Benfold feuert

Das Mark-45-Leichtgewichtsgeschütz ist ein Schiffsgeschütz des britischen Herstellers BAE Systems für den Einsatz auf Kriegsschiffen. Es besitzt einen 5"/127-mm-Geschützlauf mit Kaliberlänge 54.
Die Entwicklung des Mark 45 begann in den 1960er Jahren als Ersatz für das Mark-42-System. Die erste Entwicklungsstufe, Mod 0, kam 1971 in den aktiven Dienst. Ab 1980 (Mod 1) und 1988 (Mod 2) wurden leicht verbesserte Versionen hergestellt.
Später erhielt Mod 4 ein Geschützrohr mit Kaliberlänge 62, wodurch Mündungsgeschwindigkeit und Reichweite erhöht wurden. Das Mod 4 konkurriert mit dem 127/64 Lightweight vom Hersteller Leonardo, das die Deutsche Marine für ihre vier F125-Fregatten ausgewählt hat.
Das System kann gegen Bodenziele (Schiffe und Küstenbeschuss) und gegen Luftziele eingesetzt werden. Die Schussfrequenz beträgt bis zu 16 bis 20 Schuss pro Minute und die Reichweite bis zu 13 Seemeilen (24 Kilometer). In den Magazinen an Bord der Schiffe können 500 bis 680 Schuss gelagert werden. Im Automatikmodus kann das Geschütz 20 Granaten aufnehmen und nachladen; für konstanten Betrieb wird der Laderaum unter Deck mit drei Soldaten bemannt.

## Benutzer
Dänische Marine
- Absalon-Klasse

Griechische Marine
- Hydra-Klasse

Royal Australian Navy
- ANZAC-Klasse
- Hobart-Klasse

Spanische Marine
- Álvaro-de-Bazán-Klasse

Südkoreanische Marine
- Chungmugong-Yi-Sun-sin-Klasse
- Incheon-Klasse

Thailändische Marine
- Naresuan-Klasse

Türkische Marine
- Barbos-Klasse
- Yavuz-Klasse

US Navy

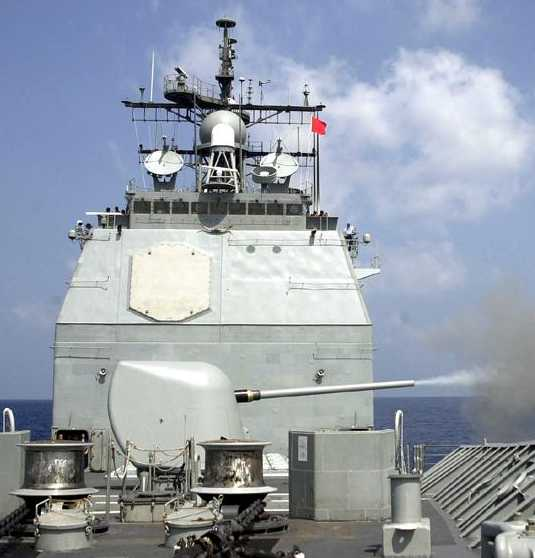
Mk. 45 auf einem Schiff der Ticonderoga-Klasse

- Arleigh-Burke-Klasse (DDG-51 bis -80 Mod. 2, ab DDG-81 Mod. 4)
- California-Klasse
- Kidd-Klasse
- Spruance-Klasse
- Tarawa-Klasse (später von Bord genommen)
- Ticonderoga-Klasse
- Virginia-Klasse